# Gaston Tong Sang
Gaston Tong Sang (Bora-Bora, 7 de agosto de 1949) é um político francês. Ele ocupou a presidência da Polinésia Francesa quatro vezes: de dezembro de 2006 a setembro 2007, de abril de 2008 a fevereiro de 2009 e de novembro de 2009 a abril de 2011. De ascendência chinesa, é o atual prefeito de Bora-Bora.